# Electric Wizards
Electric Wizards – pierwszy oficjalny album studyjny polskiej grupy heavymetalowej Chainsaw, wydany jeszcze pod szyldem The Chainsaw. Został wydany w 2002 przez grupę własnym sumptem, po czym w 2004 przez wytwórnię Metal Mind Productions.

## Lista utworów
1. "Awake of the Electric Wizards" - 01:03
2. "Mechanism of Inspiration" - 04:58
3. "Time for..." - 04:10
4. "On the Edge of the World" - 04:28
5. "Deserted Land" - 03:56
6. "Great Fury (Inside)" - 03:56
7. "Guardian of the Ice Void" - 07:18
8. "Otchłań" - 04:49
9. "Jealousy" - 04:54
10. "Harbinger" - 04:17
11. "Spiritual Resolution Part I" - 02:17
12. "Spiritual Resolution Part II" - 03:19
13. "Jealousy" (Tom Horn Remix) - 04:15

## Twórcy
- Jarosław Gajczuk-Zawadzki – gitara
- Arkadiusz Rygielski – gitara
- Maciej Koczorowski – śpiew, produkcja
- Sebastian Górski – perkusja
- Daniel Karwicki – gitara basowa

- Tomasz Rożek – instrumenty klawiszowe (gościnnie), realizacja, mastering, produkcja, miksowanie
- Marcin Kowalczyk – teksty (oprócz "Time For..." i "Guardian of the Ice Void")
- Arkadiusz Furdal – tłumaczenie tekstów (oprócz "Time For..." i "Guardian of the Ice Void")
- Witold Olejniczak – zdjęcia grupy
- Patryk Olbratowski – zdjęcia grupy
- Canis – grafika na okładce